# Ahtanum
Ahtanum az Amerikai Egyesült Államok északnyugati részén, Washington állam Yakima megyéjében elhelyezkedő statisztikai település. A 2010. évi népszámlálási adatok alapján 3601 lakosa van.
Ahtanum postahivatala 1890 és 1902 között működött.

## Népesség
A település népességének változása:
| Lakosok száma | 4181 | 3601 | 4046 |
|               | 2000 | 2010 | 2020 |